# 有明站 (長野縣)
有明站（日语：／ Ariake eki */?）是位於長野縣安曇野市穗高北穗高，東日本旅客鐵道（JR東日本）的大糸線車站。車站編號是31。
每日設有數班來往此站松本之間的區間列車。另外，設有部分列車的車長乘務只限松本站至此站之間，以北區間為一人控制。

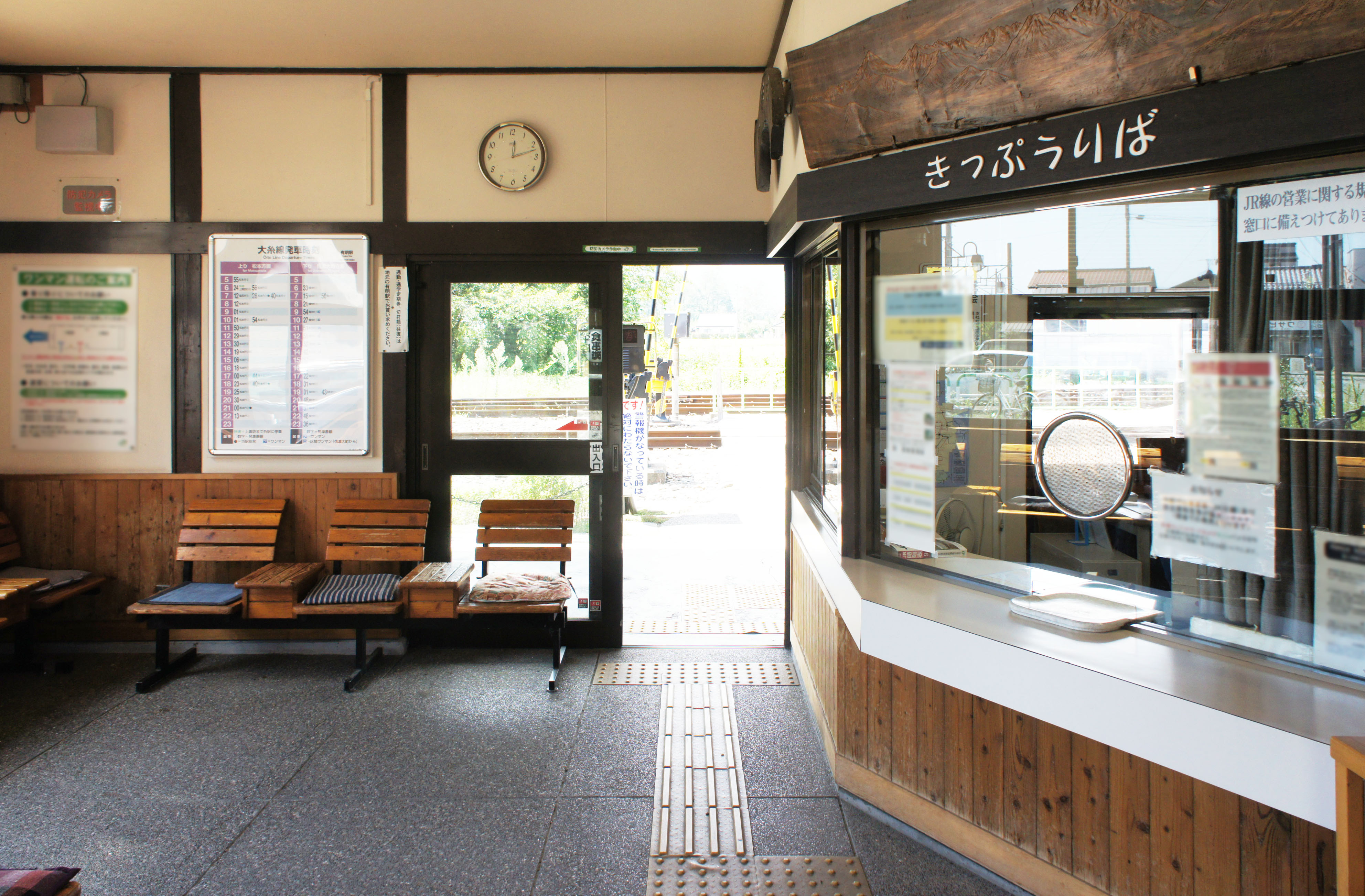
車站內部(2021年8月)

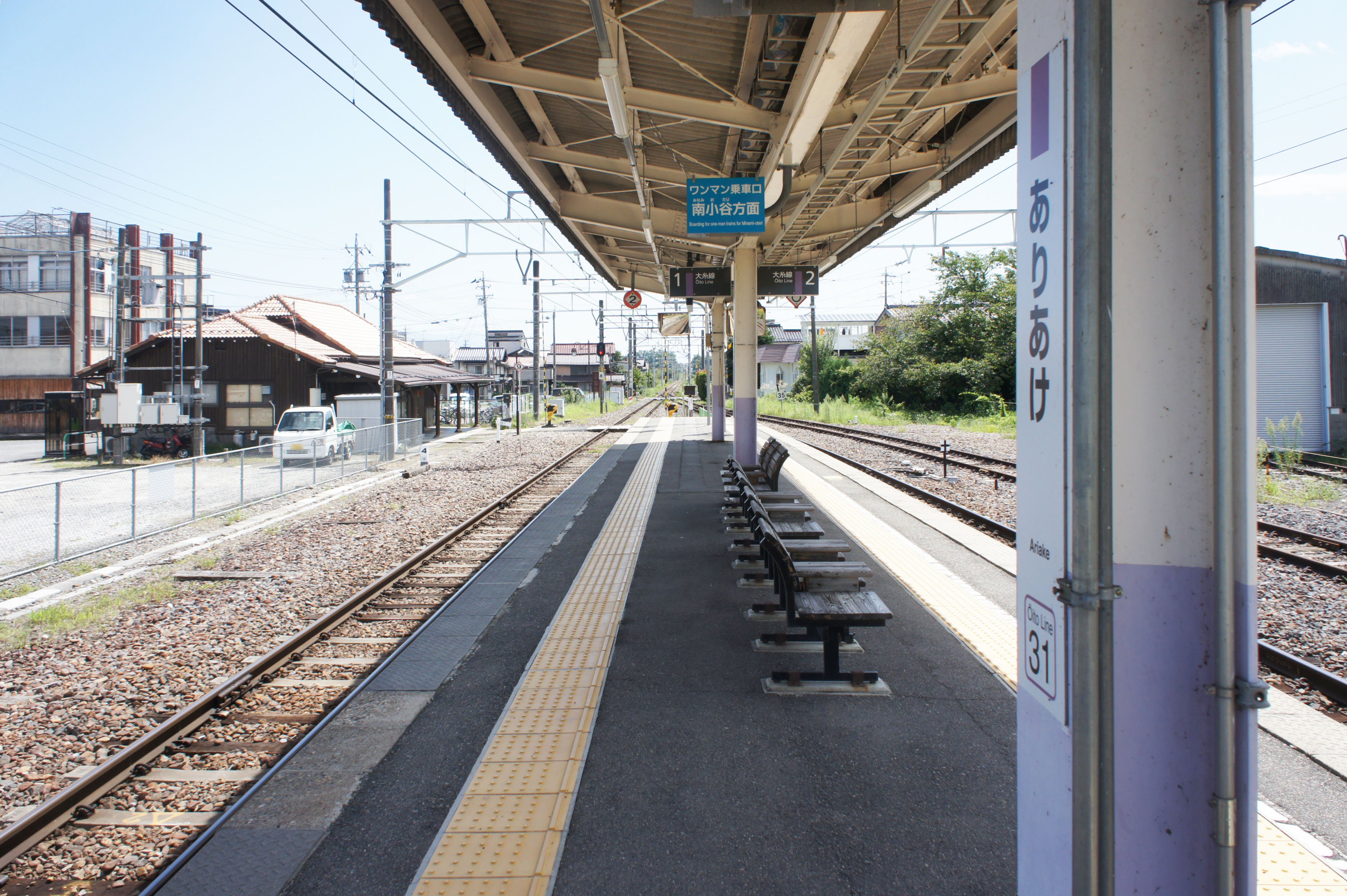
月台(2021年8月)

## 歷史
在1980年代前，急行列車會通過穗高站並停靠此站，包括「阿爾卑期」、「栂池」和「黑四」等。
- 1915年（大正4年）
  - 8月8日：信濃鐵道（日语：信濃鉄道） 穗高站至此站之間開通，此站啟用[2]。為旅客和貨物車站。
  - 9月29日：此站至池田松川站（現時：信濃松川站）之間開通[2]。
- 1926年（大正15年）1月8日：信濃鐵道全線電氣化，旅客列車使用電動列車[2]。
- 1937年（昭和12年）6月1日：信濃鐵道被國有化，成為大糸南線[4]。
- 1957年（昭和32年）8月15日：中土站至小瀧站之間開通，全線開通並改名為大糸線[2]。
- 1960年（昭和35年）9月：松本站至信濃大町站之間的貨物列車電氣化[5]。
- 1987年（昭和62年）4月1日：伴隨國鐵分割民營化，車站由東日本旅客鐵道（JR東日本）營運[6][7]。

## 車站構造

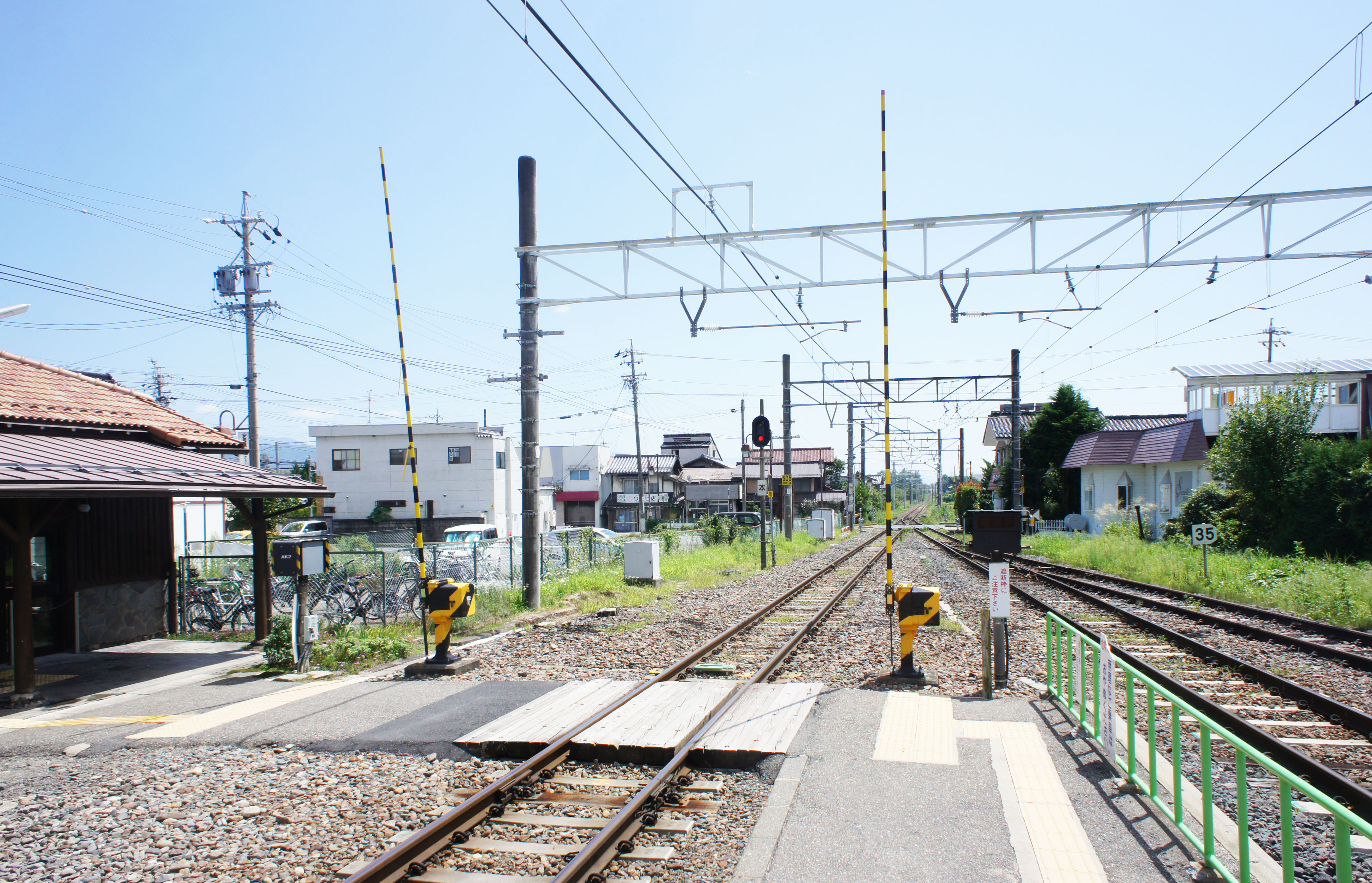
平交道(2021年8月)

車站是一座地面車站，設有1面2線島式月台，可進行列車交會。月台與車站大樓之間設有站內平交道連接。曾經此站另外設有1面1線的單式月台，該月台現時在車站北側並只留下一些遺蹟。
此站是由豐科站管理的簡易委託車站，委托安曇野市負責車站業務。

### 月台
| 月台 | 路線    | 上下行 | 方向               |
| ---- | ------- | ------ | ------------------ |
| 1、2 | ■大糸線 | 上行   | 松本方向           |
| 1、2 | ■大糸線 | 下行   | 信濃大町、白馬方向 |

## 使用狀況
根據「JR東日本」資料，在2019年度（令和元年度）的1日平均乘車人次為591人。
以下為近年乘車人次變化：
| 乘車人次變化       | 乘車人次變化     | 乘車人次變化    |
| 年度               | 1日平均 乘車人次 | 參考資料        |
| ------------------ | ---------------- | --------------- |
| 2000年（平成12年） | 234              | [ 利用客数 2 ]  |
| 2001年（平成13年） | 213              | [ 利用客数 3 ]  |
| 2002年（平成14年） | 213              | [ 利用客数 4 ]  |
| 2003年（平成15年） | 221              | [ 利用客数 5 ]  |
| 2004年（平成16年） | 228              | [ 利用客数 6 ]  |
| 2005年（平成17年） | 229              | [ 利用客数 7 ]  |
| 2006年（平成18年） | 222              | [ 利用客数 8 ]  |
| 2007年（平成19年） | 220              | [ 利用客数 9 ]  |
| 2008年（平成20年） | 220              | [ 利用客数 10 ] |
| 2009年（平成21年） | 213              | [ 利用客数 11 ] |
| 2010年（平成22年） | 216              | [ 利用客数 12 ] |
| 2011年（平成23年） | 223              | [ 利用客数 13 ] |
| 2012年（平成24年） | 227              | [ 利用客数 14 ] |
| 2013年（平成25年） | 239              | [ 利用客数 15 ] |
| 2014年（平成26年） | 233              | [ 利用客数 16 ] |
| 2015年（平成27年） | 243              | [ 利用客数 17 ] |
| 2016年（平成28年） | 255              | [ 利用客数 18 ] |
| 2017年（平成29年） | 258              | [ 利用客数 19 ] |
| 2018年（平成30年） | 260              | [ 利用客数 20 ] |
| 2019年（令和元年） | 242              | [ 利用客数 1 ]  |

## 車站周邊
從前此站為夜行急行列車的停車站，而此站為北阿爾卑斯燕岳的登山口。因此當時此站的夜行列車或長距離列車到達後，可轉乘巴士前往中房溫泉，在早上也有的士等候乘客。隨著前往中房溫泉的巴士路線遷移至從穗高站開出，此站再沒有長距離列車停站。
- 高瀨川（日语：高瀬川 (長野県)）
- 國道147號（日语：国道147号）
- 電裝風冷總部

## 巴士路線
站前設有池田町營巴士路線前往安曇野醫院和穗高站方向。

## 相鄰車站
東日本旅客鐵道（JR東日本）
■大糸線
□快速（只有上行1班）、■普通
穗高（32）－有明（31）－安曇追分（30）

## 注腳

### 使用狀況
1. 1 2  各駅の乗車人員（2019年度） （页面存档备份，存于）（日語） - 東日本旅客鐵道
2. ↑  各駅の乗車人員（2000年度） （页面存档备份，存于）（日語） - 東日本旅客鐵道
3. ↑  各駅の乗車人員（2001年度） （页面存档备份，存于）（日語） - 東日本旅客鐵道
4. ↑  各駅の乗車人員（2002年度） （页面存档备份，存于）（日語） - 東日本旅客鐵道
5. ↑  各駅の乗車人員（2003年度） （页面存档备份，存于）（日語） - 東日本旅客鐵道
6. ↑  各駅の乗車人員（2004年度） （页面存档备份，存于）（日語） - 東日本旅客鐵道
7. ↑  各駅の乗車人員（2005年度） （页面存档备份，存于）（日語） - 東日本旅客鐵道
8. ↑  各駅の乗車人員（2006年度） （页面存档备份，存于）（日語） - 東日本旅客鐵道
9. ↑  各駅の乗車人員（2007年度） （页面存档备份，存于）（日語） - 東日本旅客鐵道
10. ↑  各駅の乗車人員（2008年度） （页面存档备份，存于）（日語） - 東日本旅客鐵道
11. ↑  各駅の乗車人員（2009年度） （页面存档备份，存于）（日語） - 東日本旅客鐵道
12. ↑  各駅の乗車人員（2010年度） （页面存档备份，存于）（日語） - 東日本旅客鐵道
13. ↑  各駅の乗車人員（2011年度） （页面存档备份，存于）（日語） - 東日本旅客鐵道
14. ↑  各駅の乗車人員（2012年度） （页面存档备份，存于）（日語） - 東日本旅客鐵道
15. ↑  各駅の乗車人員（2013年度） （页面存档备份，存于）（日語） - 東日本旅客鐵道
16. ↑  各駅の乗車人員（2014年度） （页面存档备份，存于）（日語） - 東日本旅客鐵道
17. ↑  各駅の乗車人員（2015年度） （页面存档备份，存于）（日語） - 東日本旅客鐵道
18. ↑  各駅の乗車人員（2016年度） （页面存档备份，存于）（日語） - 東日本旅客鐵道
19. ↑  各駅の乗車人員（2017年度） （页面存档备份，存于）（日語） - 東日本旅客鐵道
20. ↑  各駅の乗車人員（2018年度） （页面存档备份，存于）（日語） - 東日本旅客鐵道

## 外部連結
- 車站資訊（有明）：東日本旅客鐵道（日語）